# Dabo (Malí)
Dabo es una ciudad y comuna del círculo de Nara, región de Kulikoró (República de Malí). En 2009, su población era de 11 855 habitantes.